# Synagoge (Terborg)

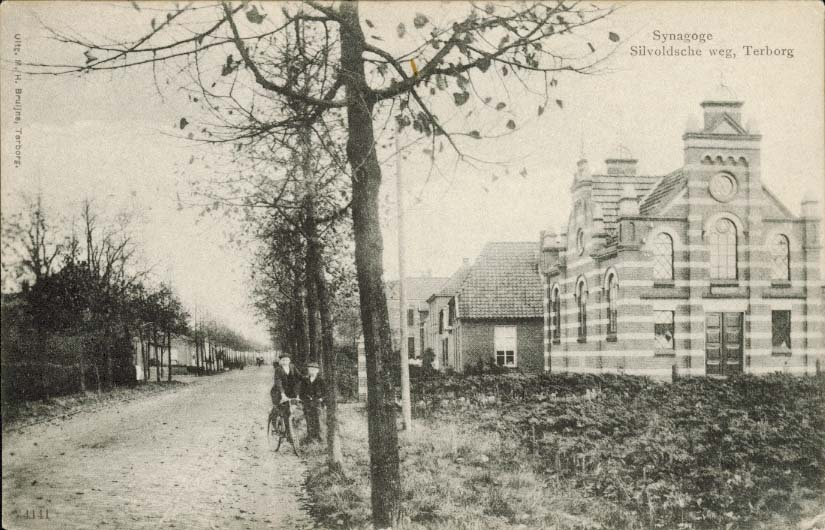
Ehemalige Synagoge in Terborg (um 1903)

Die Synagoge in Terborg, einer Kleinstadt (heute zur Gemeinde Oude IJsselstreek gehörend) in der niederländischen Provinz Gelderland, wurde 1901 errichtet. Die neue Synagoge am Silvoldseweg ersetzte einen Vorgängerbau aus dem Jahr 1840 an der Dorpsstraat.
Nach den Verfolgungen im Mittelalter wurden erst wieder zu Beginn des 18. Jahrhunderts Juden in Terborg ansässig. Die Jüdische Gemeinde Terborg hatte im Jahr 1899 mit 102 Mitgliedern ihren Höchststand erreicht.
Die jüdischen Bürger von Terborg wurden während des Zweiten Weltkriegs von den deutschen Besatzern verfolgt und viele wurden in den Konzentrationslagern ermordet.
Das Synagogengebäude, das zuvor von den deutschen Besatzern geplündert worden war, wurde bei einem Bombenangriff im Jahr 1945 stark beschädigt und danach abgerissen.